# Даріуш Колодзєйчик
Даріуш Влодзімеж Колодзє́йчик (пол. Dariusz Włodzimierz Kołodziejczyk; нар. 25 травня 1962, Варшава) — польський історик-орієнталіст, габілітований доктор (2001).
Наукові зацікавлення: історія турецького панування на Поділлі, відносини українського козацтва з Туреччиною і Кримським ханством у 17 ст.

## З біографії
У 1986 р. закінчив Варшавський університет (1986), де й працює донині від 1988 р.
Даріуш Колодзєйчик проф. Історичного інституту (від 2003); водночас від 2006 р. він — н. с. Інституту історії Польської Академії Наук.
У 1990 р. захистив докторську дисертацію про турецьке панування на Поділлі («Ejalet Kamieniecki 1672—1699. Studium z dziejów panowania tureckiego na Podolu», видану під назвою «Podole pod panowaniem tureckim. Ejalet Kamieniecki 1672—1699», Warszawa, 1994).
У 2001 р. Даріуш Колодзєйчик захистив габілітаційну працю з історії польсько-турецьких дипломатичних відносин у 15–18 ст.
Неодноразово стажувався і викладав у багатьох наукових установах — Кембриджі (Велика Британія, 1990) й Прінстонстонському університетах (США, 1991), Українському дослідницькому  інституті Гарвардського університету (США, 1991–92), Мюнхенському університеті (Німеччина, 1994–95), Університеті Болоньї (Італія, 2000), Американському інституті дослідження Ємену (Ємен, 2006) та інших.

## Творчий доробок
Даріуш Колодзєйчик — автор праць з історії політичного, господарського, культурного розвитку Османської імперії та Кримського ханства, міжетнічних і міжрелігійних взаємин у Східній Європі.
Запровадив у науковий обіг раніше невідомі турецькі документи (перепис 1680–1681), що доповнюють знання про розвиток українських земель у складі Османської імперії.
Бере активну участь у сучасному українському науковому процесі з розвитку османістики.